# Consadole Sapporo
Hokkaido Consadole Sapporo (em japonês: 北海道コンサドーレ札幌) é um clube de futebol do Japão, que atualmente disputa a J2 League. Sua localização fica em Sapporo, principal cidade da ilha de Hokkaido.
O nome da equipe é uma junção da palavra "Consado" (anagrama de Dosanko - em japonês, 道産子 - ou, em português, "pessoa nascida em Hokkaido') com a expressão espanhola "Ole".

## História
Fundado em 1935, como Toshiba Horikawa-cho Soccer Club. Em 1980, passa a se chamar Toshiba Soccer Club, ganhando o atual nome em 1996. Sua estreia na J. League foi em 1998, tendo como destaques os veteranos Dido Havenaar e Jorge Dely Valdés, porém a experiência de ambos foi insuficiente para manter o Consa na elite do futebol nipônico.
Em 2010, contratou o atacante Masashi Nakayama, então com 42 anos de idade, porém o ex-jogador do Júbilo Iwata, atrapalhado por lesões no joelho, disputou apenas 13 partidas até 2012, quando deixou os gramados pela primeira vez. Desde então, o Consadole, rebaixado à J-2 com apenas 14 pontos, permaneceu na Segunda Divisão japonesa até o ano de 2016, quando o time foi campeão da J2-League retornando para a primeira divisão. Na temporada de 2018 o Consadole fez sua melhor campanha na j.league 2018 terminando a competição em 4° lugar.

## Títulos
- J. League 2: 2000, 2007, 2016

- JSL Cup: 1981

## Estádio

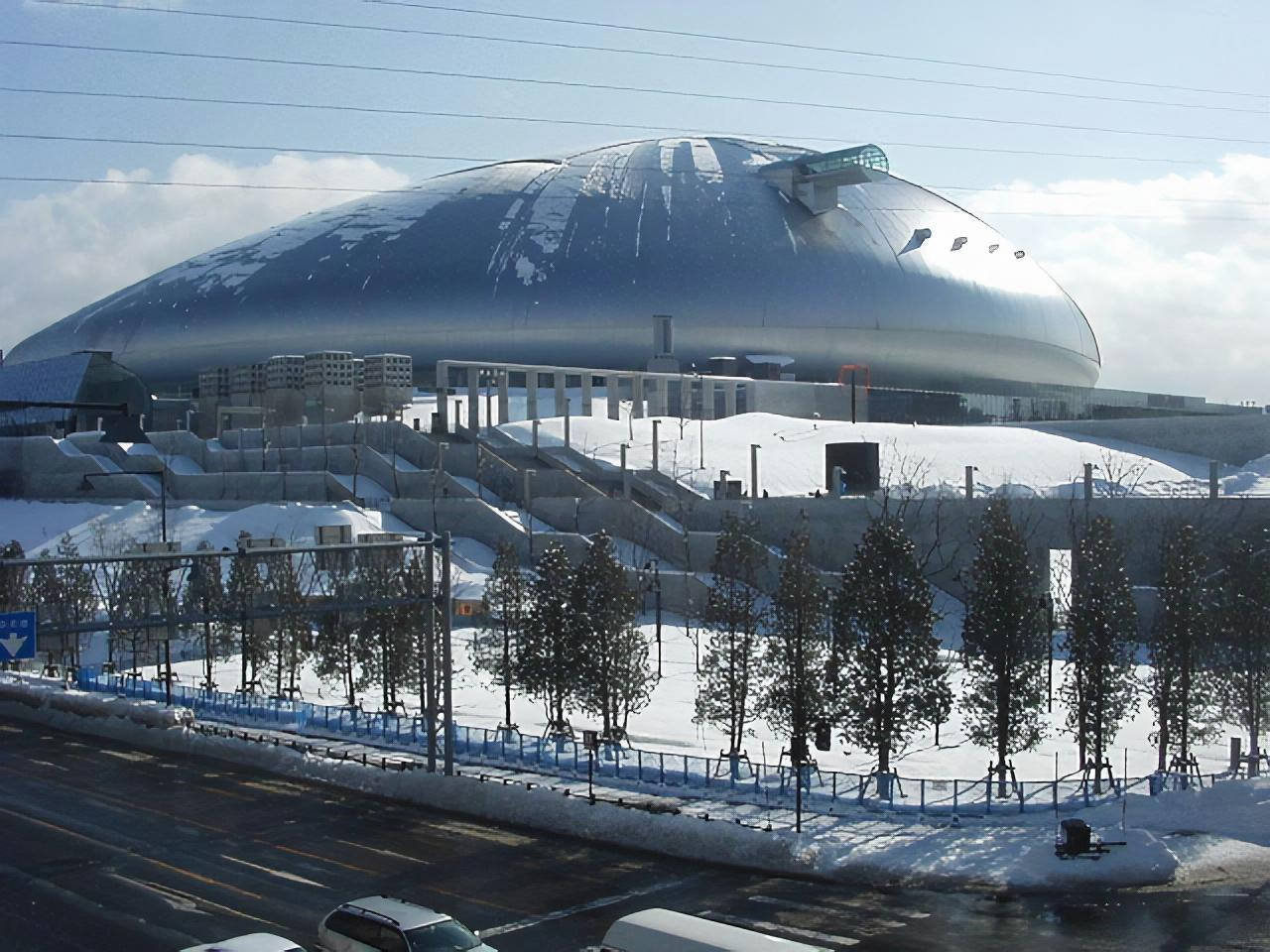
Sapporo Dome, estádio do Consadole.

A equipe do Consadole Sapporo manda seus jogos no estádio Sapporo Dome, que possui capacidade de 41.484 lugares. Porém, quando a praça de esportes é usada pelo Hokkaido Nippon-Ham Fighters, utiliza o Sapporo Atsubetsu Park Stadium.

## Uniforme
Uniforme 1Camisa com listras pretas e vermelhas, calção preto e meias vermelhas.
Uniforme 2Camisa branca com detalhes pretos e vermelhos, calção branco e meias brancas com detalhes pretos.